# Віртуальна будівля
Віртуальна будівля (Virtual Building™) — це тривимірна цифрова база даних, яка відстежує всі елементи з яких складається архітектурний проєкт: площі та обсяги, описи кімнат, ціну, представлені в таблицях дані про товари, вікна, двері і багато іншого.
Віртуальна будівля дозволяє управляти інформаційним життєвим циклом будівлі. На відміну від простої тривимірної моделі, Віртуальна будівля містить набагато більше різної інформації.
Віртуальна будівля призначена для користування тими, хто пов'язаний з будівельною промисловістю: архітекторами і проєктувальниками житлових будинків, дизайнерами, агентами з нерухомості, фахівцями, які обслуговують будинок. Наприклад, працюючи з тою ж Віртуальною будівлею що і архітектор, агент з нерухомості має можливість легко отримати точні параметри приміщень та оцінити їх площу, показати клієнтам вид з будь-якої точки і навіть запросити їх здійснити віртуальну подорож по будівлі. Дизайнери можуть починати працювати на етапі концептуальної моделі, використовуючи той самий проєкт, що і архітектор. Після завершення етапу проєктування будівельникам видаються специфікації, відомості, звіти, графіки будівництва, робочі плани та інша інформація, підготовлена і акуратно зібрана ArchiCAD.